# Венс-Крік (Вісконсин)
Венс-Крік (англ. Vance Creek) — місто (англ. town) в США, в окрузі Беррон штату Вісконсин. Населення — 689 осіб (2020).

## Демографія
Згідно з переписом 2010 року, у місті мешкало 669 осіб у 258 домогосподарствах у складі 180 родин. Було 321 помешкання
Расовий склад населення:
| - 96,4 % — білих - 0,6 % — чорних або афроамериканців - 0,4 % — корінних американців |

До двох чи більше рас належало 2,1 %. Частка іспаномовних становила 1,0 % від усіх жителів.
За віковим діапазоном населення розподілялося таким чином: 26,0 % — особи молодші 18 років, 60,8 % — особи у віці 18—64 років, 13,2 % — особи у віці 65 років та старші. Медіана віку мешканця становила 41,2 року. На 100 осіб жіночої статі у місті припадало 107,1 чоловіків;  на 100 жінок у віці від 18 років та старших — 113,4 чоловіків також старших 18 років.
Середній дохід на одне домашнє господарство  становив 72 032 долари США (медіана — 55 750), а середній дохід на одну сім'ю — 76 925 доларів (медіана — 56 771). Медіана доходів становила 47 188 доларів для чоловіків та 42 500 доларів для жінок. За межею бідності перебувало 7,0 % осіб, у тому числі 13,9 % дітей у віці до 18 років та 1,9 % осіб у віці 65 років та старших.
Цивільне працевлаштоване населення становило 302 особи. Основні галузі зайнятості: виробництво — 31,8 %, освіта, охорона здоров'я та соціальна допомога — 19,9 %, будівництво — 10,6 %, сільське господарство, лісництво, риболовля — 8,9 %.